# Athemistus funereus
Athemistus funereus är en skalbaggsart som beskrevs av Francis Polkinghorne Pascoe 1866. Athemistus funereus ingår i släktet Athemistus och familjen långhorningar. Inga underarter finns listade.